# Kül Masalı
Kül Masalı è un serial televisivo drammatico turco composto da 10 puntate, trasmesso su TRT 1 dal 15 febbraio al 2 maggio 2024, con protagonisti Gökhan Alkan, Sevda Erginci e Başak Gümülcinelioğlu.

## Trama
Özge Günay è una cuoca di talento che ottiene riconoscimenti sul lavoro. Tuttavia, la sua vita prende una svolta inaspettata quando incontra Arat Giraylı, erede di una fabbrica di tessili, nonché uno degli uomini più potenti e ricchi della Turchia. Nonostante lo scetticismo della famiglia Giraylı, alimentato dalle umili origini di Özge, la giovane coppia si giura amore eterno e congiunge i propri destini in matrimonio. Tuttavia, dopo essersi trasferita nella lussuosa villa della famiglia Giraylı, Özge affronta la realtà, la sua nuova famiglia è avvolta da segreti e intrighi. La vita di quest'ultima si trasforma in una serie di prove quando scopre che Arat nasconde oscuri segreti, inclusa una battaglia contro un disturbo mentale incurabile. Ancora più scioccante è la rivelazione su Jale, la prima moglie di Arat, la cui morte è avvolta nel mistero. Özge si ritrova a vivere in una specie di labirinto pieno di segreti di famiglia e deve stabilire se l'amore può resistere alla tempesta di inganni e rivelazioni che circondano la sua nuova casa.

## Puntate
| Stagione       | Puntate | Prima TV Turchia | Prima TV Italia |
| -------------- | ------- | ---------------- | --------------- |
| Prima stagione | 10      | 2024             | inedita         |

## Personaggi e interpreti
- Arat Giraylı (episodi 1-10), interpretato da Gökhan Alkan. È il figlio di Neveser, fratello maggiore di Bilge, ex marito di Jale, nuovo marito di Özge e padre di Birce.
- Özge Günay (episodi 1-10), interpretata da Sevda Erginci. È la figlia di Gülcan, sorella maggiore di Behiye e moglie di Arat.
- Jale Giraylı (episodi 1-10), interpretata da Başak Gümülcinelioğlu. È l'ex moglie di Arat, madre di Birce e compagna di Erhan.
- Commissario Cemil Öz (episodi 1-10), interpretato da Ushan Çakır.
- Erhan Şanlı (episodi 1-10), interpretato da Özgür Çevik. È il fratello maggiore di Taylan e compagno di Jale.
- Neveser Giraylı (episodi 1-10), interpretata da Hülya Darcan. È la madre di Arat e Bilge.
- Behiye Günay (episodi 1-10), interpretata da Gizem Güneş. È la figlia di Gülcan e sorella di Özge.
- Bilge Giraylı (episodi 1-10), interpretata da Gizem Kala. È la figlia di Neveser e sorella di Arat.
- Süreyya (episodi 1-10), interpretato da Berfu Öngören.
- Şahende (episodi 1-10), interpretata da Handan Yıldırım.
- Tufan (episodi 1-10), interpretato da İlker Sami Kılıç.
- Commissario Müge (episodi 1-10), interpretata da Ela Yörüklü. È un commissario di successo.
- Hulisi (episodi 1-10), interpretato da Kahraman Sivri.
- Cavidan (episodi 1-10), interpretato da Güner Özkul.
- Birce Giraylı (episodi 1-10), interpretata da Elif Hüsna İnce. È la figlia di Arat e Jale.
- Halim (episodi 1-10), interpretato da Emre Can Kutlu.
- Songül (episodi 1-10), interpretata da Gül Kıraç.
- ¿? (episodi 1-10), interpretata da Zeynep Güngör. È la domestica della famiglia Giraylı.
- Gülcan Günay (episodi 7-9), interpretata da Goncagül Sunar. È la madre di Özge e Behiye.
- Taylan Şanlı (episodi 8-10), interpretato da Sezgi Mengi. È il fratello di Erhan.

## Produzione
La serie è diretta da Metin Balekoğlu, scritta da Nehir Aytamay, Filiz Küçük Yücel, Sıla Aras Erdem e Seda Çalışır Karaoğlu e prodotta da Vernant Yapım.

### Riprese
Le riprese sono state effettuate tra Adalia, Bursa, Cappadocia e Istanbul.

## Promozione
L'esordio della serie, previsto per il 15 febbraio 2024, è stato annunciato il 3 febbraio attraverso i profili social della serie, di TRT 1 e della società di produzione Vernant Yapım. I primi promo sono stati rilasciati da TRT 1 dal 27 gennaio dello stesso anno.